# Petra Nováková
Petra Nováková (* 17. srpna 1993 Karlovy Vary) je bývalá česká reprezentantka v běhu na lyžích. Startovala čtyřikrát na mistrovství světa v klasickém lyžování a třikrát na zimní olympiádě (2014, 2018, 2022). Ve Světovém poháru během 11 sezón (2012 – 2023) startovala ve 127 závodech, čímž se mezi českými reprezentantkami zařadila na třetí místo historického pořadí za Kateřinu Neumannovou a Evu Vrabcovou Nývltovou. Jejím životním úspěchem byl zisk bronzové medaile v roce 2016 na Mistrovství světa v klasickém lyžování do 23 let v rumunském Rašnově v závodu na 10 km klasickou technikou. V závodech Světového poháru se třikrát v kariéře umístila v první desítce – nejlépe byla šestá v prosinci 2015 ve skiatlonu na 15 km v Lillehammeru. Kariéru jí komplikovala častá zranění – měla problémy s rameny, kyčlí i kolenem. Je sestrou běžce na lyžích Michala Nováka.

## Sportovní kariéra
Pochází z krušnohorských Nových Hamrů, jejími rodiči jsou Petr a Eva Novákovi, má mladšího bratra Michala. Matka Eva rovněž závodila v běhu na lyžích. První opravdové lyže – sjezdovky jí rodiče pořídili, když jí byly dva roky, na běžkách začala jezdit od čtyř let. Běhu na lyžích se věnovala nejprve v TJ Jiskra Nejdek, odkud přestoupila do LK Slovan Karlovy Vary. Tam trénovala společně s chlapeckou skupinou pod vedením trenéra Lukáše Krejčího, na Jahodové louce na Božím Daru nebo také na německých tratích v Oberwiesenthalu. V roce 2012 ji na devět měsíců vyřadilo nejprve zranění (v Novém Městě na Moravě na mistrovství republiky si utrhla kloubní pouzdro v rameni) a poté onemocněla mononukleózou. Jezdí vyrovnaně klasicky i volný styl. Od roku 2012 studovala obor forenzní analýza na Vysoké škole chemicko-technologické v Praze. V únoru 2013 se ve Val di Fiemme poprvé zúčastnila seniorského mistrovství světa.
V sezóně 2013/14 se poprvé zúčastnila Tour de Ski, kde obsadila 19. místo ve sprintu v Lenzerheide, na klasické patnáctce s intervalovým startem v Toblachu skončila šestnáctá, v závěrečném stoupání na Alpe Cermis byla 31. a celkově skončila na 33. místě jako nejmladší účastnice tohoto ročníku, která dojela do cíle. V únoru 2014 se zúčastnila v Soči své první olympiády, kde nejlepšího individuálního výsledku dosáhla ve volném sprintu (24. místo) i se zlomenou hůlkou. V sezóně 2014/15 si 6. prosince v norském Lillehammeru na pětikilometrové trati volnou technikou desátým místem zlepšila dosavadní kariérní maximum v rámci závodů Světového poháru (v roce 2017 byla za doping na ZOH v Soči diskvalifikována Julija Čekaljovová a Novákové umístění se posunulo na 9. místo). Začátkem ledna 2015 se ve švýcarském Münstertalu v rámci Tour de Ski 2015 zranila krátce po startu čtvrtfinále sprintu. Obnovila si zranění ramena, které si poprvé přivodila už před třemi lety v Novém Městě na Moravě. Přišla tak o start na mistrovství světa do 23 let i šampionát dospělých ve Falunu.
V sezóně 2016/17, ve které již byla vnímána jako reprezentační jednička, ani jednou nebodovala ve Světovém poháru. Během sezóny byla několikrát lehce nemocná (musela odstoupit z Tour de Ski a ze závodu v La Clusaz) a na Mistrovství světa si zranila pravé rameno. Sama sezónu hodnotila jako špatnou. V závěru přípravy na olympijskou sezónu 2017/18 měla problémy s přetíženou kyčlí. Z tohoto důvodu musela vynechat i prvních pět závodů Světového poháru. Závodit začala až v půlce prosince v Davosu a ve svém druhém závodu dojela na 13. místě, což byl čtvrtý nejlepší výsledek dosavadní kariéry. Dařilo se jí i na Tour de Ski 2017/18: ve 3. etapě, což byl stíhací závod 10 km volně v Lenzerheide, dosáhla 9. místem druhý nejlepší výkon kariéry a celkově Tour dokončila na 13. místě. V Seefeldu v závodě na 10 km volně obsadila 15. místo, čímž podesáté v sezoně bodovala. Na Olympiádě však na tato umístění nedokázala navázat a v individuálních závodech (skiatlon a 10 km volně) si připsala dvě 28. místa.
Naposledy ve své kariéře se umístila v top 20 v sezóně 2019/20 v závodech v Davosu – nejprve ve sprintu dojela 14. a v závodě na 10 km volně 12.
Závodní kariéru ukončila po sezóně 2022/2023.

## Největší úspěchy
- MS juniorů 2012 (Otepää) - 17. místo ve skiatlonu, 19. místo v klasickém sprintu, 25. místo na volné pětce
- MS juniorů 2013 (Liberec) - 13. místo ve skiatlonu, 14. na volné pětce, 9. místo ve štafetě 4x3,3 km
- MS 2013 (Val di Fiemme) – 56. místo ve volné desítce, 14. místo v týmovém sprintu, 12. místo ve štafetě
- ZOH 2014 (Soči) – 24. místo ve sprintu, 36. místo ve skiatlonu, 37. místo ve volné třicítce, 10. místo ve štafetě
- MS do 23 let 2016 (Rašnov) – 3. místo v běhu na 10 km klasicky
- SP 2014/15 – 10. místo ve volné pětce (Lillehammer 6. 12. 2014)
- SP 2015/16 – 6. místo ve skiatlonu (Lillehammer 5. 12. 2015)

## Výsledky

### Výsledky ve Světovém poháru
| Sezóna  | Věk | Sezónní výsledky | Sezónní výsledky | Sezónní výsledky | Sezónní výsledky | Výsledky na Ski Tour | Výsledky na Ski Tour | Výsledky na Ski Tour | Výsledky na Ski Tour |
| Sezóna  | Věk | Celkově          | Distance         | Sprinty          | U23              | Nordic Opening       | Tour de Ski          | WC Final             | Ski Tour Kanada      |
| ------- | --- | ---------------- | ---------------- | ---------------- | ---------------- | -------------------- | -------------------- | -------------------- | -------------------- |
| 2012/13 | 19  | —                | —                | —                | —                | —                    | —                    | —                    | —                    |
| 2013/14 | 20  | 102.             | —                | 66.              | —                | 58.                  | 33.                  | —                    | —                    |
| 2014/15 | 21  | 58.              | 45.              | 57.              | 4.               | 23.                  | DNF                  | —                    | —                    |
| 2015/16 | 22  | 25.              | 24.              | 40.              | 4.               | 18.                  | DNF                  | —                    | 17.                  |
| 2016/17 | 23  | —                | —                | —                | —                | 43.                  | DNF                  | —                    | —                    |
| 2017/18 | 24  | 32.              | 25.              | 53.              | —                | —                    | 13.                  | —                    | —                    |
| 2018/19 | 25  | 105.             | 75.              | —                | —                | DNF                  | —                    | —                    | —                    |
| 2019/20 | 26  | 56.              | 43.              | 54.              | —                | 29.                  | DNF                  | —                    | —                    |
| 2020/21 | 27  | 85.              | 69.              | 69.              | —                | 56.                  | DNF                  | —                    | —                    |
| 2021/22 | 28  | 116.             | 84.              | NC               | —                | —                    | DNF                  | —                    | —                    |
| 2022/23 | 29  | 129.             | 118.             | 95.              | —                | —                    | DNF                  | —                    | —                    |

### Výsledky na OH
| Rok  | Věk | 10 km | 15 km skiatlon | 30 km hromadný start | sprint | 4 × 5 km štafeta | sprint dvojic |
| ---- | --- | ----- | -------------- | -------------------- | ------ | ---------------- | ------------- |
| 2014 | 20  | —     | 36.            | 37.                  | 24.    | 10.              | —             |
| 2018 | 24  | 28.   | 28.            | —                    | —      | 11.              | 11.           |
| 2022 | 28  | 30.   | 30.            | DNF                  | —      | 13.              | —             |

### Výsledky na MS
| Rok  | Věk | 10 km | 15 km skiatlon | 30 km hromadný start | sprint | 4 × 5 km štafeta | sprint dvojic |
| ---- | --- | ----- | -------------- | -------------------- | ------ | ---------------- | ------------- |
| 2013 | 19  | 56.   | —              | —                    | –      | 12.              | 14.           |
| 2017 | 23  | —     | —              | DNF.                 | 35.    | 11.              | –             |
| 2019 | 25  | —     | 28.            | 32.                  | 37.    | 11.              | –             |
| 2021 | 27  | —     | 31.            | 32.                  | 46.    | 8.               | –             |